# Spessartin

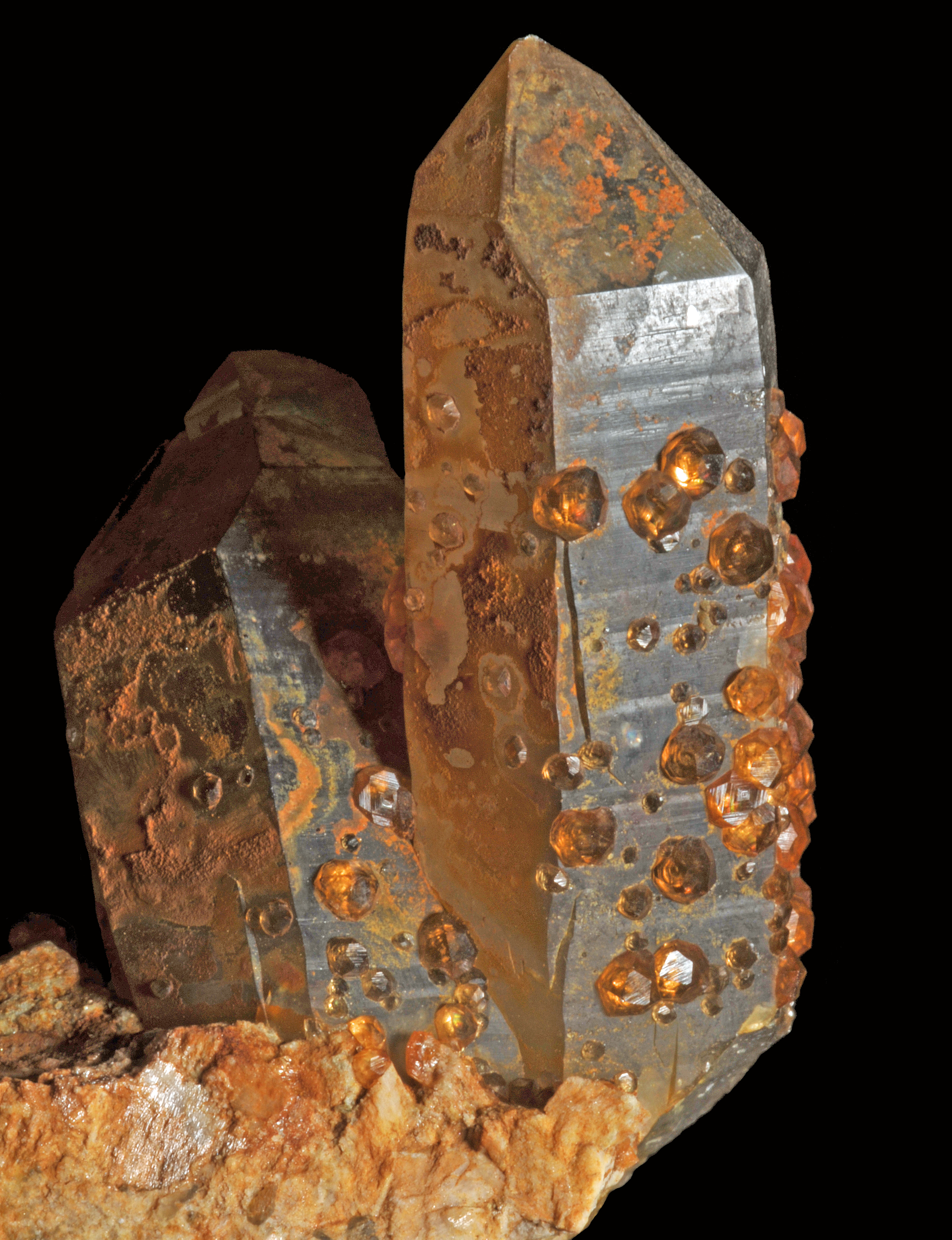
Spessartin

Spessartinul este un mineral ce cristalizează în sistemul cristalin cubic. Face parte din grupul granaților (almandin, andradit, grossular, pirop, spessartin, uvarovit).